# Heidi Schmid
Adelheid „Heidi” Schmid, po mężu Grundmann (ur. 5 grudnia 1938 w Klagenfurcie) – niemiecka florecistka reprezentująca Wspólną Reprezentację Niemiec, a następnie RFN. Mistrzyni olimpijska pięciokrotna medalistka mistrzostw świata.
Na igrzyskach olimpijskich w Rzymie w 1960 roku zdobyła złoty medal w zawodach indywidualnych. W rundzie finałowej wygrała sześć z siedmiu pojedynków i wyprzedziła Walentinę Rastworową z ZSRR i Rumunkę Marię Vicol. W turnieju drużynowym była czwarta. Na rozgrywanych cztery lata później igrzyskach olimpijskich w Tokio Wspólna Reprezentacja Niemiec w składzie: Helga Mees, Heidi Schmid, Rosemarie Scherberger i Gudrun Theuerkauff zdobyła brązowy medal. W rywalizacji indywidualnej była tym razem dziewiąta. Brała też udział w igrzyskach olimpijskich w Meksyku w 1968 roku, gdzie była piąta drużynowo i siódma indywidualnie.
Podczas mistrzostw świata w Paryżu w 1957 roku zdobyła srebro w zawodach indywidualnych, plasując się za Aleksandrą Zabieliną z ZSRR. Na tej samej imprezie była też druga drużynowo. W tej samej konkurencji zdobyła też srebrny medal na mistrzostwach świata w Filadelfii (1958) i brązowy na mistrzostwach świata w Budapeszcie (1959). Ponadto zdobyła indywidualnie złoty medal na mistrzostwach świata w Turynie (1961).
Po zdobyciu tytułu mistrzyni olimpijskiej w 1960 roku otrzymała Srebrny Liść Laurowy, najwyższe odznaczenie niemieckie za osiągnięcia sportowe. W 1961 roku została Najlepszą Sportsmenką Roku RFN.
Po zakończeniu kariery została nauczycielką muzyki. Poślubiła Hansa Grundmanna, ma córkę Elke i syna Alexandra.

## Osiągnięcia
Konkurencja: floret
Igrzyska olimpijskie
- indywidualnie (1960)
- drużynowo (1964)

Mistrzostwa świata
- indywidualnie (1961)
- indywidualnie (1957); drużynowo (1957, 1958)
- drużynowo (1959)

## Nagrody i odznaczenia
- Najlepsza Sportsmenka Roku RFN – 1961
- Srebrny Liść Laurowy – 1960